# GLRA2
La subunidad alfa-2 del receptor de glicina es una proteína que en humanos está codificada por el gen GLRA2. El receptor de glicina consta de dos subunidades, alfa y beta, y actúa como un pentámero. La proteína codificada por este gen es una subunidad alfa y puede unirse a la estricnina. Se han encontrado varias variantes de transcripción que codifican diferentes isoformaa para este gen.